# McCone County
McCone County är ett administrativt område i delstaten Montana, USA. År 2010 hade countyt 1 734 invånare. Den administrativa huvudorten (county seat) är Circle. 

## Geografi
Enligt United States Census Bureau så har countyt en total area på 6 949 km². 6 845 km² av den arean är land och 104 km² är vatten. 

### Angränsande countyn
- Valley County, Montana - nord
- Roosevelt County, Montana - nord
- Richland County, Montana - nordost
- Dawson County, Montana - öst
- Prairie County, Montana - syd
- Garfield County, Montana - väst

### Städer och Samhällen
- Circle